# Roj Medvedev
Roj Aleksandrovitj Medvedev (russisk: Рой Александрович Медведев; født 14. november 1925) er en russisk politiker, dissident og historiker fra Tbilisi, Georgien, og filosofiuddannet fra Leningrad universitet (nuværende: Sankt Petersborgs universitet), som i løbet af 1960’erne og 1970’erne blev en kendt sovjetisk dissident.

## Karriere
I 1942 blev han indkaldt til hæren, men deltog ikke i nogle krigsoperationer – i stedet fungerede han ved artilleriet i Tbilisi fra 1943 og frem til 1951. Fra 1951 og tre år frem til 1954 arbejdede han som gymnasielærer ved en skole i omegnen af Sverdlovsk og derefter fra 1954 til 1957 som skoledirektør for en grundskole i Leningrad. Fra 1958 til 1961 var han avisredaktør. Fra 1961 til 1970 fungerede han som seniorforsker ved Pædagogisk forskningsakademi, CCCP. Fra 1989 til 1992 var han folkevalgt i den Sovjetiske folkekongres og blev udnævnt til det permanente kammer af den Øverste Sovjet. Siden opløsningen af Sovjetunionen i 1991 har Medvedev været medformand for det russiske Socialdemokrati og tilhænger af præsident Vladimir Putin.

## Dissident
I 1956 havde Medvedev indmeldt sig i det sovjetiske kommunistparti, men blev i 1969 ekskluderet igen på grund af manuskriptet til bogen Lad historien dømme: |stalinismens start og konsekvenser (К суду истории: генезис и последствия сталинизма). Fra starten af 1960’erne havde Medvedev været en prominent dissident og optaget af forskellige anti-kommunistiske og specielt anti-stalinistiske aktiviteter samt skabelse og udbredelse af samisdat publikationer. Senere blev han stærkt forfulgt for sine pro-demokratiske synspunkter, efter han i 1970 i et åbent brev sammen med meddissidenten Andrej Sakharov sendte et åbent pro-demokratisk brev til de sovjetiske ledere.
Efter at Mikhail Gorbatjov igangsatte sine perestrojka-programmer i 1989, blev Medvedev taget til nåde og fik sit medlemskab af kommunistpartiet genoptaget med tilbagevirkende kraft.
Roj Medvedevs tvillingebror Sjores (russisk: Жорес Александрович Медведев) var selv dissident.

## Publikationer
Roj Medvedev har forfattet mere end 30 bøger.
- Lad historien dømme: stalinismens start og konsekvenser (1974) (К суду истории: генезис и последствия сталинизма) (Engelsk: ”Let History Judge, ISBN 978-0-231-06351-7, A Revised and Expanded Edition, Columbia University Press. 1989. ISBN 0-231-06350-4)
- Khrusjtjov. En politisk biografi (Хрущев. Политический биография) (Engelsk: Khrushchev: The Years in Power, ISBN 978-0-393-00879-1)
- Den ukendte Stalin i samarbejde med Sjores Medvedev (Engelsk: The Unknown Stalin, The Overlook Press. 2004. ISBN 1-58567-502-4)
- Post-Sovjet Rusland i samarbejde med George Shriver. (Engelsk: Post-Soviet Russia. Columbia University Press. 2002. ISBN 0-231-10607-6)
- Nikolaj Bukharin: De sidste år (Engelsk: Nikolai Bukharin: The Last Years, W W Norton & Co Inc. 1983. ISBN 0-393-30110-9)